# Fußwaschung Christi (Bode-Museum)

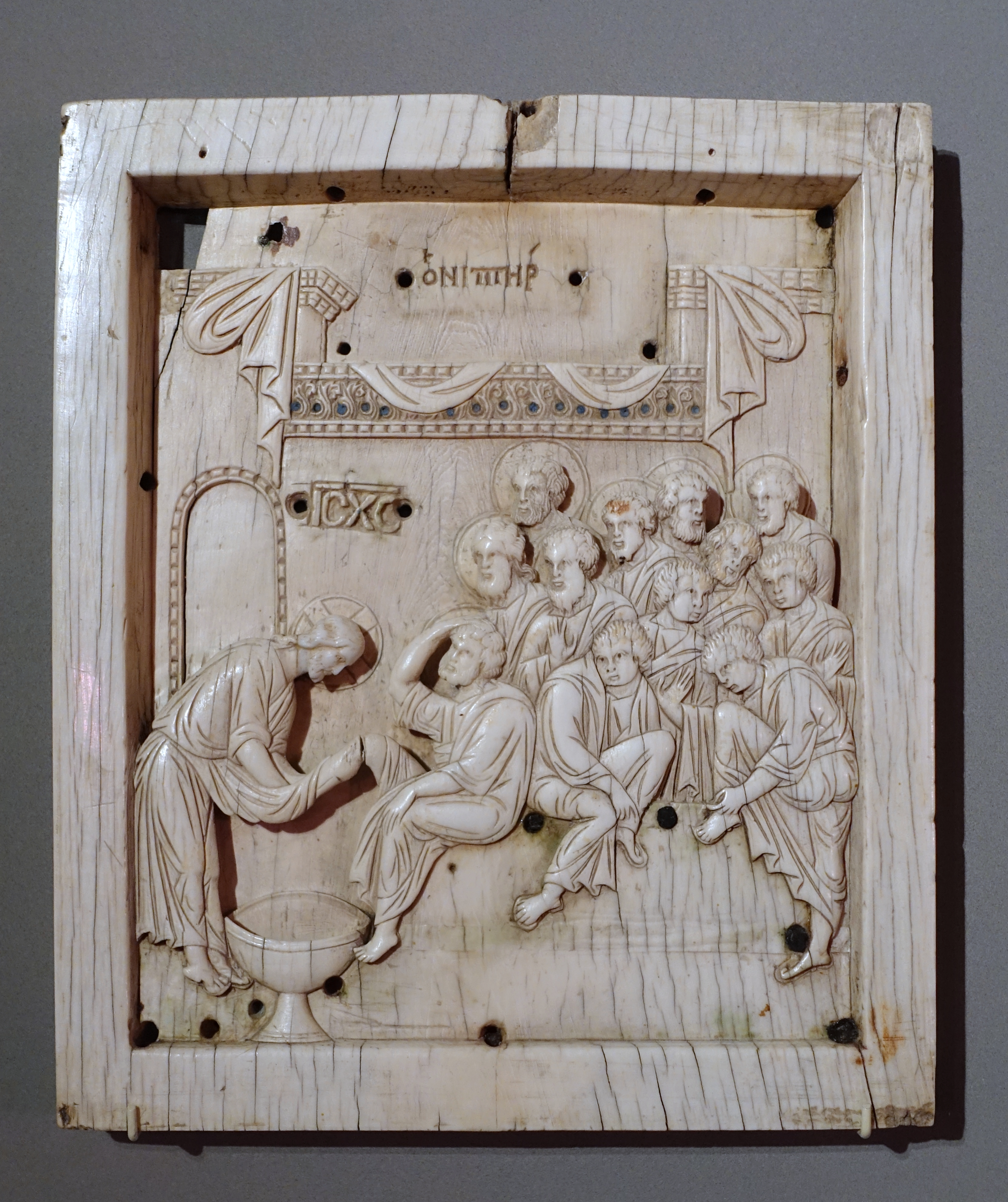
Ikone der Fußwaschung Christi

Die Ikone Fußwaschung Christi ist eine byzantinische Elfenbeinschnitzerei, die sich heute im Bode-Museum Berlin befindet (Inv. Nr. 2108). Sie ist 16 cm hoch und 13,7 cm breit. Das Kunstwerk entstand in einer Werkstatt in Konstantinopel im 10. oder 11. Jahrhundert. Der Kopf Christi wurde im 19. Jahrhundert ergänzt.
Thema ist die Fußwaschung (Johannesevangelium, Kapitel 13).
Die griechische Beischrift lautet:  Ο ΝΙΠΤΗΡ (ho nipter), „das Waschbecken.“ Dieses Stichwort ist aus Joh 13,5  entnommen. Recht ungelenk wurde von zweiter Hand über der Figur Christi sein Monogramm ΙC ΧC nachgetragen.
Die Szene findet vor einer mit Tüchern behängten Architektur statt. Christus hat soeben dem Petrus in dem großen Becken, das auf dem Boden steht, einen Fuß gewaschen. Nun ist er im Begriff, den Fuß mit seiner Schürze abzutrocknen. Petrus, der einen solchen Dienst nur schwer akzeptieren kann, legt sich in einer abwehrenden Geste die Hand auf dem Kopf. Die übrigen Jünger sitzen dicht gedrängt hinter Petrus. Im Vordergrund sind zwei Jünger schon dabei, ihre Sandalen auszuziehen. Der biblischen Erzählung entsprechend, wird die Aufmerksamkeit des Betrachters auf die Aktion Christi gelenkt.